# Schöningen (kommunfritt område)
Schöningen är ett obebott kommunfritt område i Landkreis Helmstedt i förbundslandet Niedersachsen i Tyskland.